# Borys I Michał
Borys I Michał (bułg. Борис I Михаил, zm. 2 maja 907) – chan bułgarski od 852 do 889. Syn i następca chana Presjana, pierwszy chrześcijański władca Bułgarii. Imię Michał przyjął po chrzcie w roku 864 na cześć bizantyjskiego cesarza Michała III.

## Początek panowania
Na początku panowania Borysa utrzymywał się jeszcze konflikt z Bizancjum dotyczący plemion słowiańskich zamieszkujących tereny Macedonii. Ostatecznie na mocy układu z 856 roku Bułgaria zrzekła się południowego wybrzeża Morza Czarnego oraz obszaru Zagory, uzyskując w zamian potwierdzenie swych praw do podbitych przez siebie ziem w Rodopach i w Macedonii.
W 853 roku Borys zawarł sojusz z Rościsławem wielkomorawskim i królem Franków zachodnich Karolem Łysym przeciwko Ludwikowi Niemieckiemu. Ponieważ Chorwaci byli w tym czasie wasalami Ludwika, Bułgarzy zostali zmuszeni do walki na dwa fronty. Borys poniósł dotkliwą klęskę w Chorwacji i był zmuszony do zawarcia odrębnego pokoju z księciem Chorwacji Trpimirem I. Jednocześnie północno-zachodnie granice bułgarskie zostały najechane przez wojska Ludwika Niemieckiego. Podpisany w efekcie doznanej porażki traktat pokojowy nie spowodował zmian terytorialnych, ale znacznie osłabił autorytet państwa bułgarskiego na Bałkanach. Szczególnie że klęską zakończyła się również wyprawa Borysa przeciw Serbom.
W późniejszym czasie wobec słabnięcia państwa wschodniofrankijskiego, a wzrostu potęgi wielkomorawskiego, zaczynającego zagrażać zachodnim granicom Bułgarii, Borys zmienił sojusze i w 862 roku zawarł przymierze z Ludwikiem Niemieckim. Naturalnym następstwem zmiany sojusznika przez Bułgarów w tym rejonie Europy było nawiązanie stosunków dyplomatycznych przez księcia wielkomorawskiego z Bizancjum. Około 863 roku zwrócił się on do cesarza Michała III o przysłanie greckiej misji kościelnej. Cesarz wysłał wówczas na Morawy dwóch braci z Tesaloniki Konstantyna i Metodego. Borys, nawiązawszy kontakty z państwem Franków rozpoczął z kolei rozmowy o przyjęciu chrześcijaństwa z rąk Franków.

## Geneza przyjęcia chrześcijaństwa
Historycy wskazują na kilka przyczyn, które w połowie IX wieku skłoniły chana Borysa, władcę pogańskiego państwa do podjęcia rozmów dotyczących przyjęcia chrztu przez niego i jego lud. Wśród czynników państwowych niewątpliwie ważył fakt, że tradycyjne bułgarskie pogaństwo coraz wyraźniej przegrywało z chrześcijaństwem zarówno pod względem kulturowym, społecznym, jak i państwotwórczym. Chrześcijaństwo, ze swej natury związane ze słowem pisanym, dzięki krzewieniu umiejętności pisania i czytania niosło ze sobą postęp kulturalny, którego brak był coraz dotkliwiej odczuwalny z perspektywy niepiśmiennej społeczności bułgarskiej. Krzewione przez chrześcijaństwo obyczaje stanowiły wyzwanie do rozwoju i odrzucenia przeżywających się w miarę rozwoju społeczeństwa zachowań i instytucji, którym pogańska religia nie miała czego przeciwstawić. Wreszcie chrześcijańska idea Bożego pomazania władcy, na wschodzie dominującego nawet nad Kościołem, stanowiła przeciwwagę dla rozsadzających jedność państwa tendencji odśrodkowych płynących ze środowisk wielkobojarskich.
Oprócz względów państwowych niewątpliwie działały również osobiste. Borys był świadkiem i niewątpliwie słyszał o bohaterstwie męczenników chrześcijańskich, którzy jak brat chana Małamira, Nrawota-Woin zmienił wyznawaną wiarę, by stracić życie. Trudno było przejść obojętnie wobec takiego świadectwa. Bez wątpienia wielki był też wpływ na tych surowych ludzi wieści, jakie przekazywali bułgarscy kupcy, o pięknie chrześcijańskiej liturgii. Pierwsza kronika ruska zawierająca opowieść o nawróceniu Rusi w X wieku daje wgląd w tę kwestię. Posłowie wysłani przez księcia Rusi opowiadają bowiem: Potem przybyliśmy do Greków (do Konstantynopola) i oni zaprowadzili nas na miejsce, gdzie oddają cześć swemu Bogu, i nie wiedzieliśmy, gdzie jesteśmy, w niebie czy na ziemi. Bo na ziemi nie ma takiego widoku ani piękna i nie wiemy jak go opisać: wiemy tylko, że Bóg mieszka tu wśród ludzi

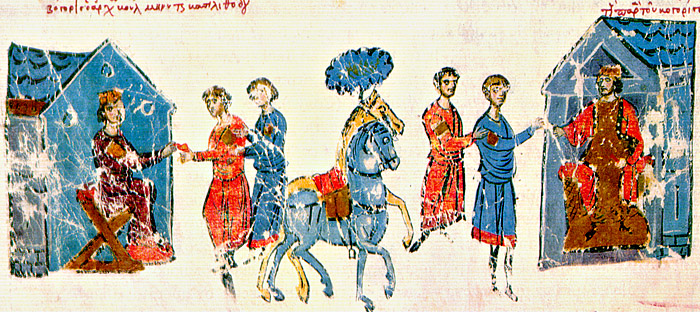
Kniaź Borys śle posłów do cesarzowej Teodory. Miniatura z Kroniki Jana Skylitzesa, początek XIII wieku

Jedno z dawnych źródeł ostateczne nawrócenie Borysa przypisuje greckiemu niewolnikowi Teodorowi Cupharasowi, który nauczył Borysa modlić się do Boga chrześcijan, a modlitwa Borysa odwróciła grożący Bułgarom wielki głód. Wedle innej wersji zasługę tę przypisuje się chrześcijańskiemu malarzowi o imieniu Metody, który namalował dla chana tak realistyczny fresk przedstawiający Sąd Ostateczny, że ten poczuł trwogę o swe zbawienie.

## Chrzest Bułgarii
Ostatecznie decyzję o przyjęciu chrześcijaństwa przez Bułgarów przyszło Borysowi podjąć w dosyć dramatycznych okolicznościach. W 863 roku Borys wsparł Ludwika Niemieckiego w walce ze zbuntowanym synem Karlomanem i Rościsławem wielkomorawskim. Naciskany z dwu stron Rościsław zwrócił się o pomoc do cesarza bizantyńskiego. W sierpniu 863 roku Półwysep Bałkański, a szczególnie ziemie Bułgarii nawiedziło wyjątkowo silne, trwające blisko 40 dni, trzęsienie ziemi. Rok był nieurodzajny i Bułgarom zajrzało w oczy widmo głodu. W tej sytuacji cesarz Michał III podjął akcję przeciw Bułgarii przerzucając armię nad granicę bułgarską i urządzając demonstrację floty wzdłuż wybrzeży Morza Czarnego. Sytuacja militarna Bułgarii była mocno niepewna, a kraj znękany głodem. Borys skapitulował natychmiast. Wiosną 864 roku został podpisany „wieczysty” pokój pomiędzy Bizancjum a Bułgarią. Wykorzystując swą przewagę i zależność zagrożonej głodem Bułgarii od dostaw trackiego zboża, Bizantyńczycy zażądali zerwania przez Bułgarów negocjacji związanych z przyjęciem chrześcijaństwa od Niemców. Bułgarscy posłowie, którzy przybyli do Konstantynopola zostali ochrzczeni. Wraz z nimi do Bułgarii wyruszyła misja duchownych bizantyńskich, która miała przygotować do chrztu Borysa i podjąć akcję chrztu wśród bułgarskich pogan.
Czas i miejsce przyjęcia chrztu przez Borysa są przedmiotem spekulacji uczonych. Według części uczonych (D. Langa, G. Ostrogorskiego) chrzest musiał nastąpić niedługo potem w 864 lub najdalej w 865 roku. Tradycyjna historiografia bułgarska (W. Giuzelew, u nas T. Wasilewski) datuje chrzest Borysa na 866 opierając się na inskrypcji odnalezionej w albańskiej miejscowości Ballshi. Zwłoka w przyjęciu chrztu jest przez tych historyków tłumaczona przedłużającymi się negocjacjami obydwu stron dotyczącymi warunków ustanowienia struktury kościelnej w Bułgarii, lub po prostu katechumenatem. Zdaniem T. Wasilewskiego również tłumieniem buntu przeciw zamierzonej chrystianizacji. Wasilewski podaje nawet datę chrztu – dzień przed Zielonymi Świątkami (25 maja 866 roku). Borys nie nadał uroczystości przyjęcia przez siebie chrztu rozgłosu. Obrzęd został odprawiony nocą, prawdopodobnie w Plisce. Borys przyjął na cześć swego ojca chrzestnego cesarza Michała III imię Michał.
Sytuacja, która skłoniła władcę Bułgarii do zachowania daleko idącej ostrożności, była rzeczywiście delikatna. Chrześcijaństwo miało na terenach Bułgarii długą tradycję jeszcze przed najazdem Słowian i Bułgarów Asparucha w VII wieku, a potomkowie chrześcijan ciągle jeszcze dość licznie zamieszkiwali państwo Borysa. Szczególnie liczni byli wśród ludności trackiej stanowiącej dość istotny liczebnie składnik społeczeństwa. Zwycięskie kampanie chana Kruma na początku IX wieku i przesiedlenie dużych grup jeńców greckich na teren Bułgarii, przyspieszyły proces rechrystianizacji tej ludności. Okazało się też, że ta samorzutnie prowadzona przez jeńców ewangelizacja znajduje pozytywne przyjęcie wśród Słowian: żyjących często pośród Traków chłopów oraz potomków Słowian zamieszkujących ziemie Cesarstwa przed wielką migracją na początku VII wieku i już wówczas schrystianizowanych. O dynamice tego procesu świadczy rozmiar prześladowań podjęty przez następcę chana Kruma, Omurtaga, z inspiracji kapłanów pogańskich. Za panowania Borysa były to nadal środowiska, których nie można było lekceważyć. Ponadto za następców Omurtaga władza chanów uległa pewnemu osłabieniu na korzyść wywodzących się spośród możnowładztwa zastępców chana. Przyjęcie przez Borysa chrześcijaństwa w dłuższej perspektywie niewątpliwie godziło również w ich interesy. Pozostawała wreszcie opozycja wielkobojarska, tradycyjnie pogańska, głęboko przywiązana do religii swych bułgarskich przodków i próbująca w ten sposób bronić swej tożsamości przed postępującą slawizacją.
Z tych właśnie środowisk wyszedł w następnych miesiącach sygnał do buntu. Wojska buntowników zaatakowały stolicę państwa Pliskę. Borys rozbił pod murami Pliski wojska opozycji. 52 przywódców bojarskich wraz z ich rodzinami nakazał stracić. Reszcie zbuntowanych, spośród niższych stanów i prostemu ludowi okazał łaskę i pozwolił wrócić do domów.

## Utworzenie prowincji kościelnej
Starania o utworzenie przez patriarchat Konstantynopola mniej czy bardziej autonomicznej struktury kościelnej, z patriarchą na czele, mającym prawo koronowania władcy, przyniosły początkowo Borysowi niepowodzenie. Patriarcha Focjusz odpowiedział po długiej zwłoce jedynie długim listem o obowiązkach monarchy chrześcijańskiego, nie podejmując w ogóle kwestii organizacyjnych oraz palących kwestii dotyczących wiary i obrzędowości. Sytuacja sprzyjała kontynuowaniu starań. Pomiędzy Rzymem a Konstantynopolem narastał konflikt. Aktualny patriarcha Konstantynopola Focjusz został wybrany po przymusowym złożeniu z urzędu przez cesarza jego poprzednika Ignacego. W kościele greckim doszło do rozłamu. Zwolennicy Ignacego uznawali wybór Focjusza za niezgodny z postanowieniami kanonów. W 863 roku na specjalnie zwołanym synodzie niekanoniczność obioru patriarchy Konstantynopola ogłosił też papież Mikołaj I. Wobec tego Borys ponownie zwrócił się ku zachodowi, wysyłając latem 866 roku jedno poselstwo do Franków, do Ratyzbony, a drugie do Rzymu.

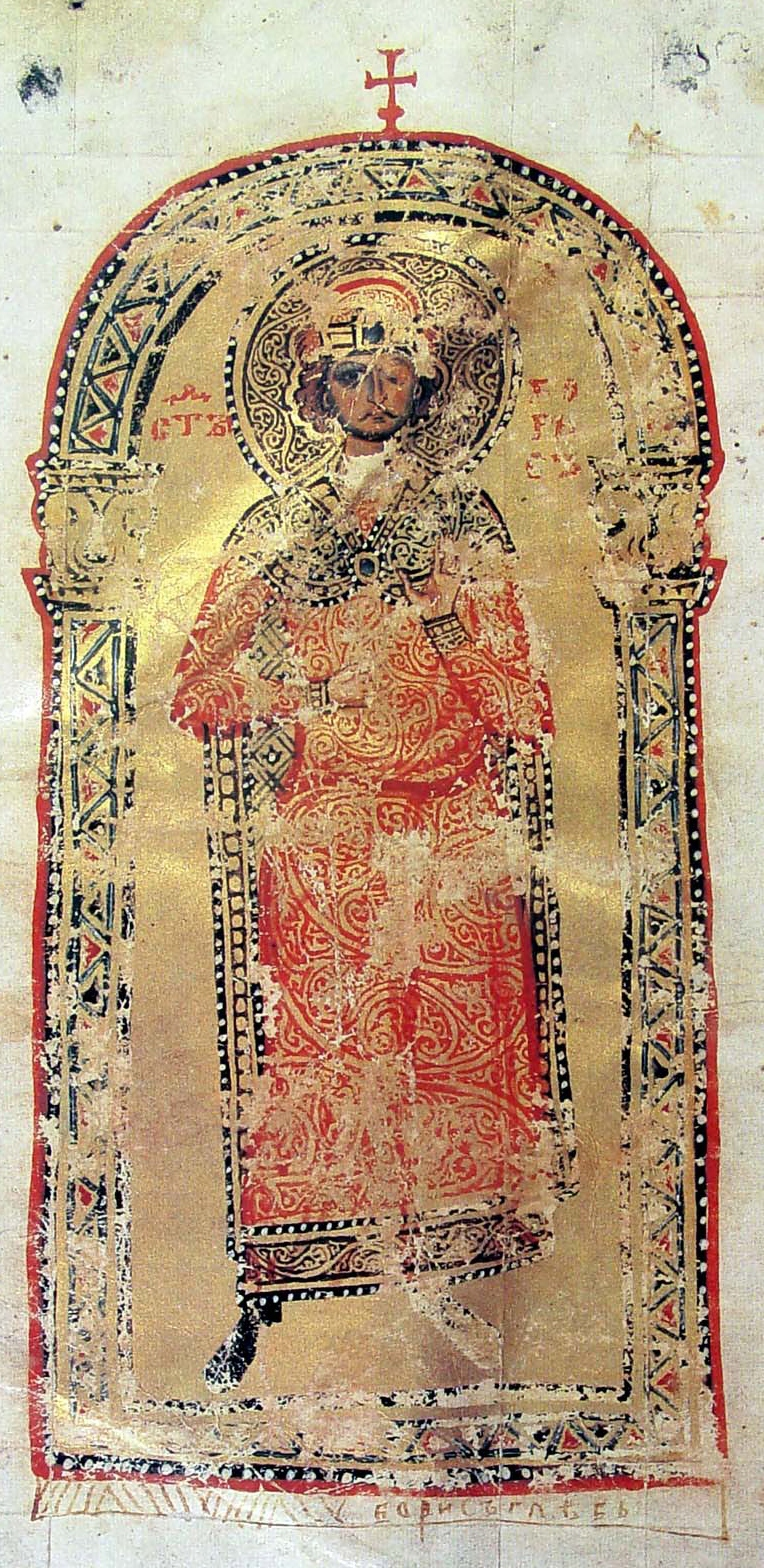
Miniatura przedstawiająca Borysa I

Badając możliwość utworzenia niezależnej struktury kościelnej w oparciu o papiestwo Borys poprosił jednocześnie o wyjaśnienie podstawowych zagadnień dotyczących spraw wiary, obyczajów i liturgii. Słynny list zawierający 106 pytań znany jest głównie na podstawie Odpowiedzi papieża Mikołaja. Borys pytał w nim, między innymi, czy Grecy słusznie żądają postu i zakazują kąpieli w środę i piątek? Czy w kościele Bułgarzy mogą nosić pasy i czy przyjmując komunię muszą zdejmować turbany? Czy mają się wyrzec zwyczaju noszenia spodni? Co mają zrobić ci, którzy mają więcej niż jedną żonę, z pozostałymi żonami? Czy dozwolone są stosunki płciowe w niedzielę? Czy publiczną modlitwą o deszcz mogą kierować świeccy? Czy mogą oni czynić znak krzyża przed posiłkiem, czy też jest to zawarowane tylko dla kapłanów? Ile było patriarchatów w Kościele i czy Konstantynopol rzeczywiście zajmuje drugie miejsce po Rzymie? Odpowiedź wraz z dwoma biskupami została wysłana jeszcze w tym samym roku. Papież strofuje w swym liście Borysa za surowość w karaniu świeckich winowajców, wzywa do wyrzeczenia się tortur w stosunku do kryminalistów. Nawracanie siłą na chrześcijaństwo zaleca zastąpić perswazją. Potępia używanie końskiego ogona zamiast chorągwi, radzenia się wróżbitów, rzucania uroków, przysięgania na miecz, wiary w uzdrawiające kamienie, noszenia amuletów. Zbywa lekceważąco pretensje Konstantynopola do monopolu w produkcji krzyżma. W sprawie ustanowienia niezależnej struktury kościelnej zaleca cierpliwość – wszystko zależy od chrześcijańskiej dzielności świeżo nawróconego ludu bułgarskiego.
Po przybyciu misjonarzy rzymskich Borys-Michał zwolnił misjonarzy frankońskich, odprawił też duchownych greckich. W następnym roku podjął kolejną próbę, tym razem zwrócił się o zatwierdzenie wyznaczonego przez siebie prymasa Bułgarii. Papież stanowczo odmówił, broniąc wyłączności Kościoła w sprawach nominowania biskupów. Tymczasem na przełomie sierpnia i września zebrał się w Konstantynopolu synod, który oprócz ostrego ataku na papiestwo miał też na celu wywarcie nacisku na Bułgarię. Papież został obłożony ekskomuniką, a Ludwikowi Niemieckiemu przyznano tytuł cesarski, o który bezskutecznie zabiegał w Rzymie. Pod koniec września sytuacja zmieniła się po raz kolejny. Zamordowany przez swego współpracownika zginął cesarz Michał III. Nowy cesarz Bazyli I złożył z urzędu niekanonicznie wybranego Focjusza i przywrócił przebywającego na wygnaniu Ignacego. Jednocześnie w listopadzie umiera Mikołaj I. W październiku 869 roku w Konstantynopolu w obecności legatów papieskich rozpoczął obrady sobór. Na jego ostatniej sesji 28 lutego 870 roku na obrady soborowe zostali dopuszczeni posłowie bułgarscy. Konferencja soborowa uznała przywrócenie zależności Bułgarii od Konstantynopola oraz utworzenie na wpół autonomicznej prowincji kościelnej z arcybiskupem zależnym od patriarchy Konstantynopola. Nowa prowincja kościelna miała obejmować 7 biskupstw: ochrydzkie w zachodniej, a bregalnickie we wschodniej Macedonii, morawskie w dolinie południowej Morawy, i cztery w głównych grodach bułgarskich. Według późniejszych przekazów Borys-Michał wzniósł w stolicach biskupich siedem cerkwi katedralnych. Z zachowanych resztek znamy cerkiew w stołecznej Plisce, wzniesioną na wzór najstarszej bazyliki świętych Piotra i Pawła w Rzymie o wymiarach: 99 metrów długości i prawie 30 metrów szerokości.

## Przyjęcie uczniów Metodego

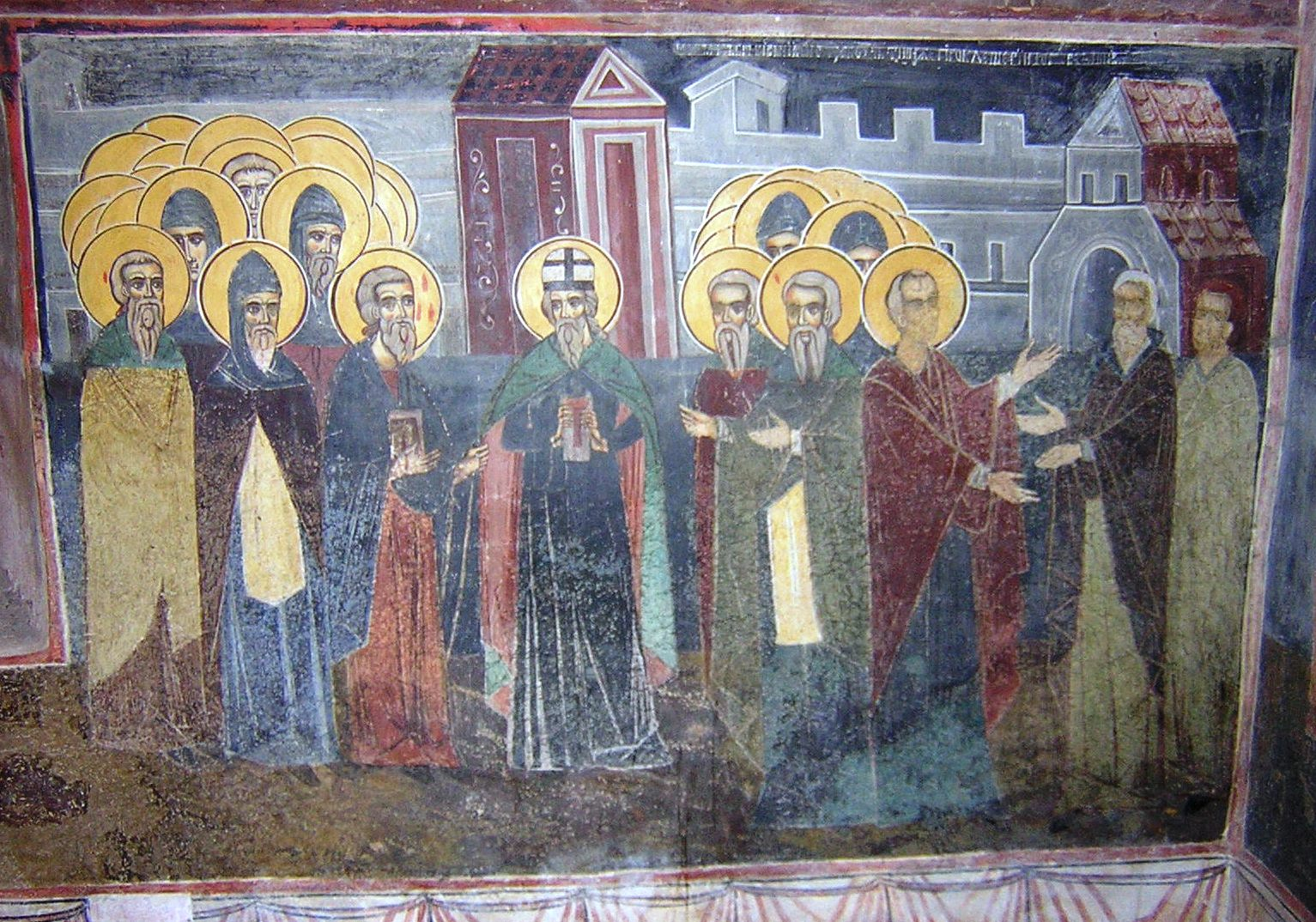
Książę Borys podejmuje uczniów Metodego

W 885 roku zmarł na Morawach biskup Metody. Jako swego następcę Metody wyznaczył Gorazda. Ten nie zdołał jednak sprostać opozycji duchownych łacińskich, wspieranych przez księcia morawskiego Świętopełka. Przywódcy słowiańskiego kościoła na Morawach: Gorazd, Klemens, Naum, Angelary i Sawa zostali uwięzieni i poddani torturom. Klemens, Naum i Angelary, wygnani z Moraw, zostali serdecznie przyjęci przez namiestnika Borysa w Belgradzie. Książę Borys udzielił im w Plisce gościny w domach swych dostojników, umieszczając Klemensa i Nauma u sampsesa Eschacza (Eschatzes), a Angelarego u Czesława. W tym samym czasie część uczniów Metodego, sprzedanych Wenecjanom i wykupionych przez cesarza bizantyńskiego, przyprowadził z Konstantynopola mnich Konstantyn zwany Prezbiterem. Godności kościelne w Plisce i Presławiu, starej i nowej stolicy państwa były obsadzane przez duchownych greckich, dla słowiańskiej liturgii i uczniów Metodego nie było tam miejsca. Ich status był więc początkowo nieokreślony. W dokumentach byli określani jako „mistrzowie” i „nauczyciele” (didaskaloi). W trakcie 886 roku zmarł Angelary. Z końcem tego roku Klemens opuścił Pliskę i udał się nad zachodnią granicę państwa, do prowincji Kutmiczewicy, leżącej na zachód od Wardaru, której główny ośrodek stanowił Dewol.
Na objętym przez siebie terenie Klemens rozwinął szeroko zakrojoną działalność apostolską. Stale podróżując, nauczając i studiując, wykształcił około trzech i pół tysiąca kapłanów. Skupił wokół siebie krąg wykształconych uczniów, którzy wspierali go w pracy kościelnej i oświatowo-literackiej, a potem podjęli jego pracę. W 893 roku został wyświęcony na biskupa Drewenicy (Drembicy)-Welicy położonej na północ od Ochrydu. W Macedonii także ostatecznie rozwinął swą działalność Naum, choć nie jest wykluczone, że początkowo, najdalej do 893 roku, przebywał i działał w Plisce. Z jego pobytem w Plisce bywa łączone powstanie stołecznego ośrodka piśmiennictwa bułgarskiego, który znakomicie rozwinął się za panowania cara Symeona I.

## Ostatnie lata
Około 870 roku Borys-Michał najechał Serbię. Jej władca książę Muncimir rozbił armię bułgarską biorąc do niewoli syna Borysa, Włodzimierza i 12 bojarów. Paradoksalnie jednak zwycięstwo Muncimira i jego umocnienie się na tronie książęcym spowodowało wzrost wpływów bułgarskich w Serbii. Muncimir, który władał Serbią wspólnie z braćmi, po umocnieniu swej władzy uwięził ich i ze względu na ich prochorwackie nastawienie przekazał jako zakładników Borysowi. Serbscy juniorzy stali się w ręku kniazia cennym narzędziem nacisku na władcę serbskiego.
W 889 roku po 37 latach panowania, Borys przekazał władzę swojemu synowi Włodzimierzowi, a sam schronił się w klasztorze, możliwe że u świętego Pantalejmona, pod Presławiem. Antychrześcijańska polityka jego następcy, objawiająca się m.in. prześladowaniem chrześcijan w przymierzu z pogańskimi siłami wśród bułgarskiej arystokracji, zmusiła Borysa do zrezygnowania z odosobnienia. W 893 r. Borys zebrał wierne sobie wojska, obalił Włodzimierza i oślepionego wtrącił do więzienia, a następnie osadził na tronie młodszego syna, Symeona, wiodącego żywot mnicha w jednym z klasztorów. Uporządkowawszy wewnętrzne sprawy państwa Borys ponownie osiadł w klasztorze, nie było mu jednak jeszcze dane w spokoju dokonać życia. W 894 roku Symeon wszczął wojnę z Bizancjum i najechał Trację. Przeciwdziałając zagrożeniu, cesarz bizantyński pomógł koczowniczym Madziarom przeprawić się przez Dunaj. Symeon zawrócił na północ i został pokonany w dwóch bitwach. A Madziarzy rozlali się po kraju, podchodząc pod Pliskę i Presław. Po raz ostatni wówczas Borys-Michał opuścił klasztor, zebrał wojsko i w trzeciej bitwie pokonał Węgrów i wyparł ich za Dunaj. Żył jeszcze trzynaście lat. Zmarł 15 maja 907 roku.
Bułgarska cerkiew prawosławna czci go jako świętego cara Borysa Chrzciciela (Св. цар Борис Покръстител).